# Kucura
Kucura (cyr. Куцура; rusiń. Коцур, Kocur; węg. Kuczora) – wieś w Serbii, w Wojwodinie, w okręgu południowobackim, w gminie Vrbas. W 2011 roku liczyła 4348 mieszkańców.